# 巫病
巫病（ふびょう）とは、呪術者・巫（シャーマン）がシャーマンになる過程（成巫過程）において罹患する心身の異常状態をいう。

## 概念
いわゆる召命型のシャマニズムにおいて、巫病は成巫過程の重要なステップと位置づけられている。思春期に発症することが多く、具体的には発熱、幻聴や神様の出てくる夢、重度になると昏睡や失踪、精神異常、異常行動などが症状として現れる。これは世界的にあり、症状はどの地域でも似通っている。
シャマニズムの信仰において、巫病は神がシャーマンになることを要請しているのだと捉える。これは本人の意志で拒絶することが困難であり、拒んだために異常行動により死亡するという例も散見される。そのため、巫病になった者は、たいていの場合がその社会の先輩のシャーマンから、神の要請に従うことをアドバイスされる。巫病は、夢で与えられる神の指示の通りにすることや、参拝や社会奉仕などを行っていくうちに解消されていくとされ、巫病を克服することによって、シャーマンとして完成すると信じられている。
巫病を経てシャーマンとなった者は、神を自分の身に憑依させることができ、神の代弁者となるとされるが、シャーマンとしての仕事を辞めると、再び巫病を発症すると考えられている。

## 巫病が確認されるシャーマンの例
ユタ、ノロ（沖縄県、巫病はカン（神）ダーリィと呼ばれる）、イタコ、ゴミソ（青森県）、トゥスクル（アイヌ）、韓国のムーダン（巫堂）など。

## 医学的見解
巫病は精神病理学でも病例として取り上げられている。医学的にはノイローゼ、偏執、てんかん、錯乱などの精神症の一種と考えられているが、医学的原因は明らかではない。巫病の症状がシャーマニズムのいうように本人の信仰への帰属によって軽減されていくことは認められている。